# Мернсхајм
Мернсхајм (њем. Mörnsheim) град је у њемачкој савезној држави Баварска. Једно је од 30 општинских средишта округа Ајхштет. Према процјени из 2010. у граду је живјело 1.615 становника. Посједује регионалну шифру (AGS) 9176148.

## Географски и демографски подаци
Мернсхајм се налази у савезној држави Баварска у округу Ајхштет. Град се налази на надморској висини од 408 метара. Површина општине износи 33,5 km². У самом граду је, према процјени из 2010. године, живјело 1.615 становника. Просјечна густина становништва износи 48 становника/km².